# Gottlieb Samuel Studer

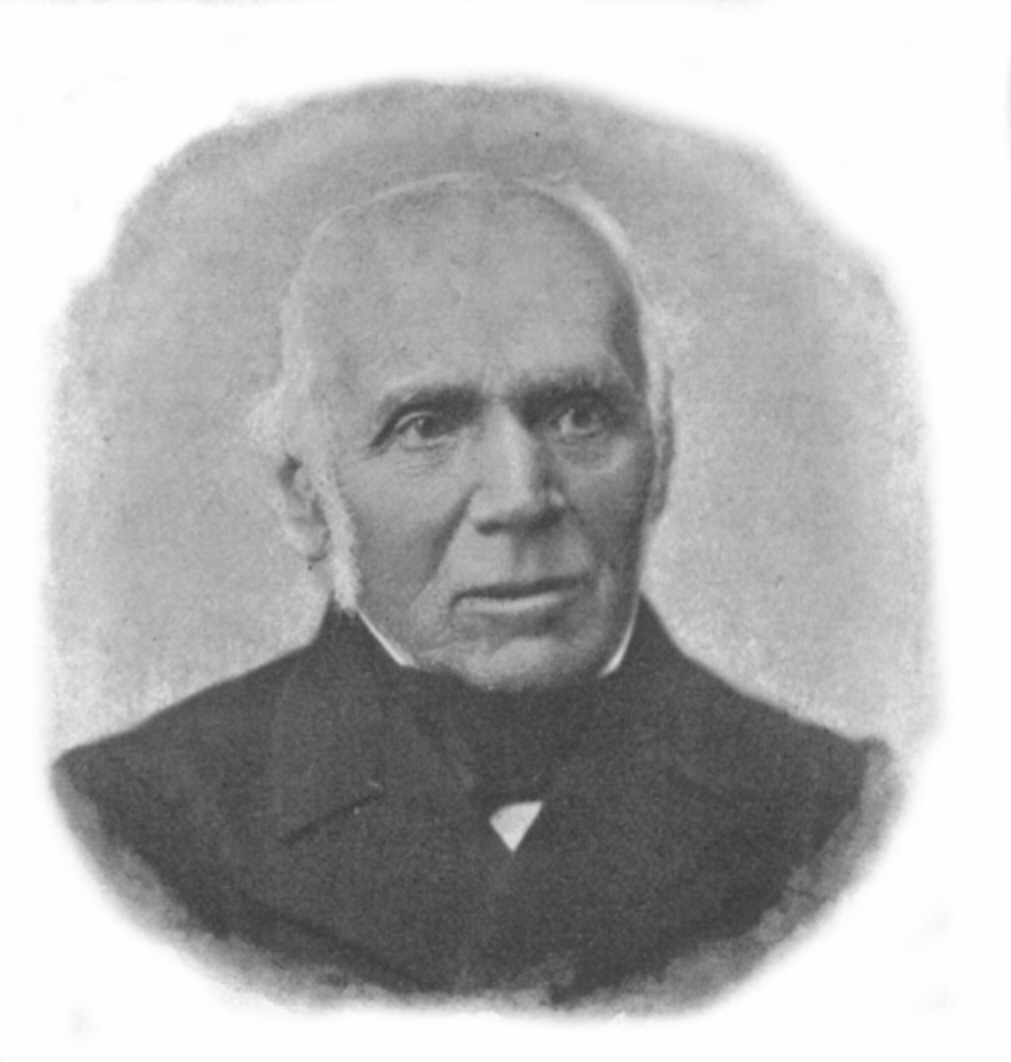
Studer in fortgeschrittenem Alter

Gottlieb Samuel Studer (* 5. August 1804 in Langnau im Emmental; † 14. Dezember 1890 in Bern) war ein Schweizer Bergsteiger. Der Pionier des Alpinismus wurde auch als Panoramazeichner und Sachbuchautor bekannt.

## Leben
Studer war der Sohn eines früh verstorbenen Notars und Amtsschreibers, der sich in seiner Freizeit als Panoramenzeichner betätigte. Diese Berufe übte er später ebenfalls aus.
Nach eigenen Angaben hat Studer 643 „Berghöhen über 1300 m“ bestiegen. 1839 führte er eine Dreiergruppe bei der Erstbegehung des Triftgletschers. Im September 1843 bestieg er als erster Bergsteiger das Wildhorn, im Juli konnte er das Rinderhorn erstbesteigen, 1864 erfolgte die Erstbesteigung des Gross Wannenhorns. Auch das Sustenhorn und den Basòdino soll er erstbestiegen haben. Zusammen mit dem Chemiker Rudolf Theodor Simler regte Studer 1862 als Reaktion auf die Gründung des englischen Alpinistenvereins Alpine Club die Gründung eines Schweizer Pendants an. Bereits am 19. April 1863 wurde dann der Schweizer Alpen-Club (SAC) in Olten gegründet, dessen Revisor er wurde. Ab 1879 war er Vizepräsident des SAC.
Von 1850 bis 1866 war Studer Regierungsstatthalter. 1869 bis 1871 veröffentlichte er das dreibändige Werk Ueber Eis und Schnee, in dem er die Geschichte der Besteigung der höchsten Gipfel der Schweiz schildert.
Samuel Studer war ein Vetter des Physikers und Geologen Bernhard Studer. Sein Nachlass und der seines Vaters werden in der Burgerbibliothek Bern aufbewahrt. Darunter befinden sich rund 900 Zeichnungen von Bergpanoramen Gottlieb Samuel Studers.
In der Waldparzelle Bei den Eichen an der Kreuzung der Neubrückstrasse und der (nach Studer benannten) Studerstrasse in Bern wurde 1893 zu Ehren von Studer, der von dort aus ein Alpenpanorama gezeichnet hatte, der sogenannte Studerstein eingeweiht. Ebenso sind das 3634 Meter hohe Studerhorn, östlich des Finsteraarhorns, sowie zwei unweit davon liegende Bergjoche und ein damals noch bestehender Gletscher nach ihm und seinem Cousin Bernhard Studer benannt.

## Werke
- Gottlieb Studer, M. Ulrich, J. J. Weilenmann, H. Zeller: Berg- und Gletscherfahrten in den Hochalpen der Schweiz. (Faksimile) Fines Mundi Verlag, Saarbrücken, 2008.
  - Erste Sammlung. Friedrich Schulthess, Zürich 1859. VI, 365, 8 Tafeln. (Digitalisat, PDF-Datei, 34 MB)
  - Zweite Sammlung. Friedrich Schulthess, Zürich 1863. VII, 347, 8 Tafeln. (Digitalisat, PDF-Datei, 30 MB)
- Gottlieb Studer: Topographische Mittheilungen aus dem Alpengebirge. Die Eiswüsten und selten betretenen Hochalpen und Bergspitzen des Kantons Bern und angrenzender Gegenden. Mit Atlas zu Studer's Topographischen Mittheilungen, Verlag von Huber und Comp. (Körber), Bern und St. Gallen 1844. XII, 172. Mit drei Illustrationen und acht Panoramen, davon vier coloriert (Faksimile). Fines Mundi Verlag, Saarbrücken, 2008. (Digitalisat des Alpenvereins, PDF 14 MB, Digitalisat der Stabi Berlin, Atlas)
- Gottlieb Studer: Über Eis und Schnee. Bern, 1869–71.
  - Band 1: Nordalpen. 535 Seiten
  - Band 2: Südalpen. 580 Seiten
  - Band 3: Südalpen, Ostalpen. 508 Seiten
  - Ergänzungsband 1883